# Saint-Loup, Allier

Saint-Léopardin-d'Augy este o comună în departamentul Allier din centrul Franței. În 1 ianuarie 2022 avea o populație de 572 de locuitori.